# Piros gólyaorr
A piros gólyaorr (Geranium sanguineum) a gólyaorrvirágúak (Geraniales) rendjébe sorolt gólyaorrfélék (Geraniaceae) családjában a névadó gólyaorr (Geranium) nemzetség egyik faja.

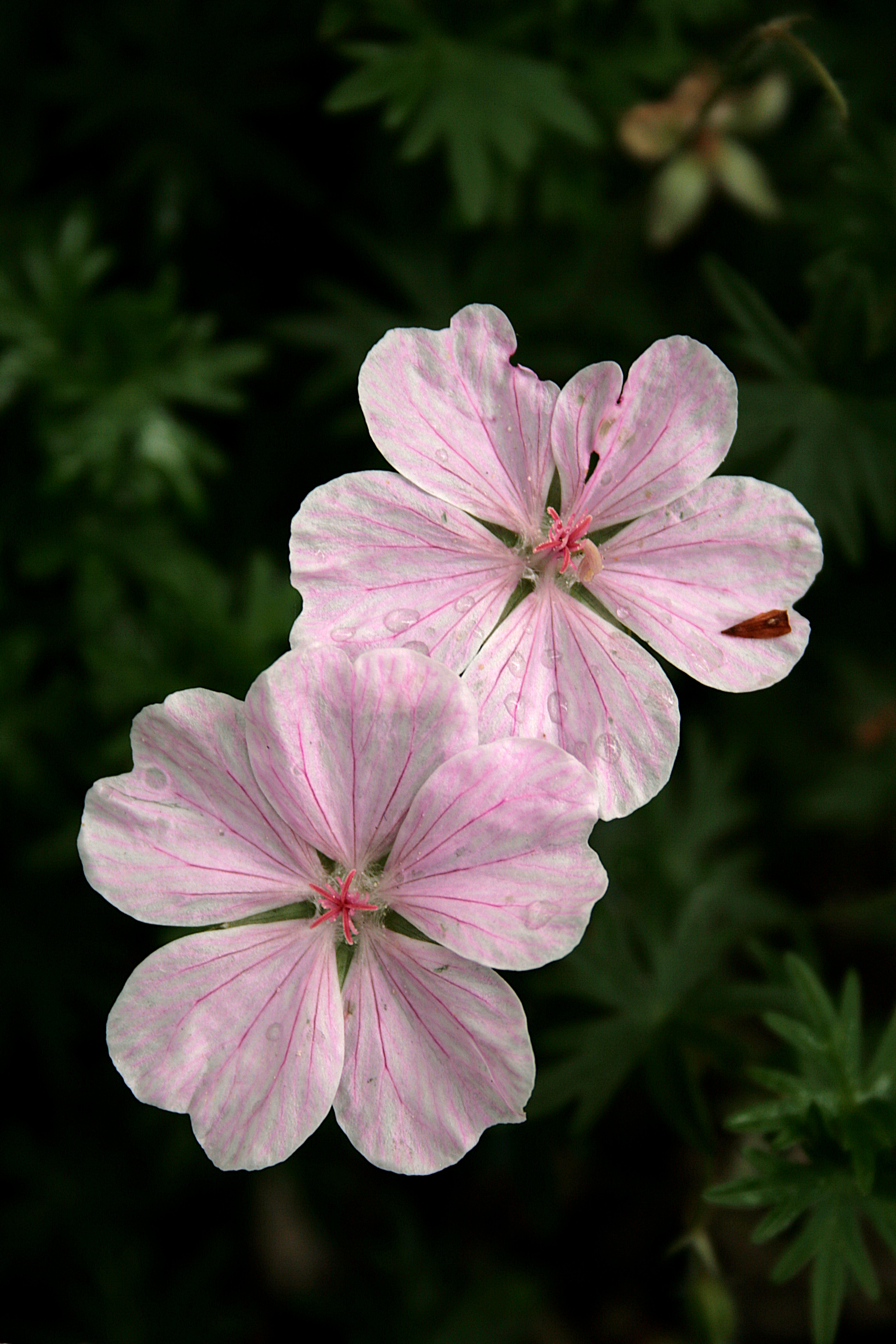
Geranium sanguineum 'Striatum'

## Leírása
A növény körülbelül 30 centiméter magas, és a mínusz 15 °C-ot is elviseli. Az egész növény szőröktől borzas, szára tövétől ágas, felegyenesedő, elálló.
Levelei kerekdedek, tenyeresen osztottak, lándzsás, szálas levélkéi hasadtak.
Május-augusztusban nyíló nagy virágai hosszú kocsányon fejlődnek, a szirmok 15-20 milliméter hosszúságúak, virágzáskor szétállók, bíborpiros színűek.
A piros gólyaorr Németországban védett növény.
Termése hosszú gólyaorrtermés.

## Változatai
- Geranium sanguineum var. sanguineum - szinonimái: Geranium prostratum, Geranium sanguineum subsp. sanguineiforme, Geranium sanguineum var. prostratum, Geranium sanguineum var. sanguineiforme
- Geranium sanguineum var. striatum Weston, 1771 - szinonimája: Geranium lancastriense

## Rokon fajok
A gólyaorrfélék közé tartozó fajok még:
- Apró gólyaorr (Geranium pusillum)
- Mocsári gólyaorr (Geranium palustre)
- Nehézszagú gólyaorr (Geranium robertianum)

## Élőhelye
Erdős sztyeppeken, karsztbokorerdőkben, száraz tölgyesekben fordul elő..